# Émile-Louis-Cornil Lobbedey
 (juillet 2023).
Émile-Louis-Cornil Lobbedey, né le 29 février 1856 à Bergues et mort le 24 décembre 1916 à Boulogne-sur-Mer, est un évêque français. Il siégea à la basilique Notre-Dame-de-l'Immaculée-Conception de Boulogne-sur-Mer, où il est inhumé dans la crypte.

## Biographie
En 1906, le pape Pie X l'appelle au siège de Moulins. Le 1er mai 1911, il est transféré au vaste diocèse d'Arras, qui comprend Boulogne-sur-Mer et Saint-Omer.
Pendant la Première Guerre mondiale, il déploie une activité incessante dans son diocèse au service des réfugiés.
Il meurt inopinément à Boulogne-sur-Mer, le 24 décembre 1916. À sa mémoire, un cénotaphe comprenant une épitaphe, œuvre de Louis Noël, est inauguré dans la cathédrale de Boulogne le 8 mars 1921.
Le musée de la ville de Bergues conserve un tableau le représentant.

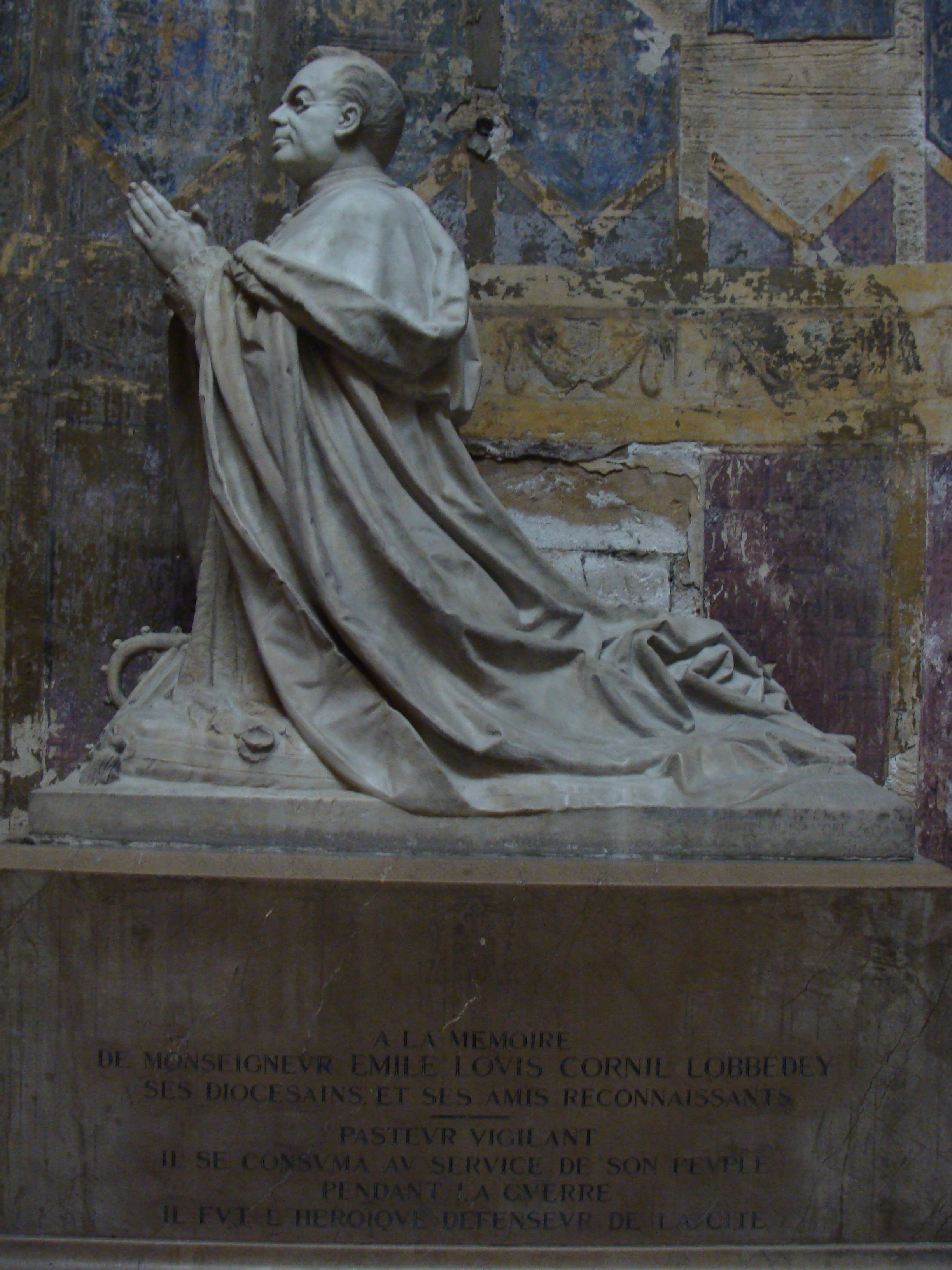
Cénotaphe à Boulogne-sur-Mer.

## Carrière ecclésiastique
- élevé au séminaire de Cambrai
- 1878, ordonné prêtre
- 1897, vicaire général de Lille et archidiacre des Flandres
- 26 août 1906, ordonné évêque de Moulins
- 1911 à 1916, évêque d'Arras, Boulogne et Saint-Omer

## Distinction
- Chevalier de la Légion d'honneur, distinction remise par le président de la République, Raymond Poincaré, le 16 octobre 1916.

## Armes
D'azur à la gerbe d'or, au chef de gueules chargé d'un lion léopardé d'argent.